# Villamagna (Bagno a Ripoli)
Villamagna è una frazione del comune italiano di Bagno a Ripoli, nella città metropolitana di Firenze, in Toscana.

## Storia
Il borgo di Villamagna è ricordato per la prima volta nel 1067. Vi ebbero giurisdizione le monache di Sant'Ellero di Vallombrosa, come confermato da un privilegio dell'imperatore Enrico VI firmato a Pisa il 26 febbraio 1191. Fu sede di un castello.
Villamagna contava 350 abitanti nel 1833.

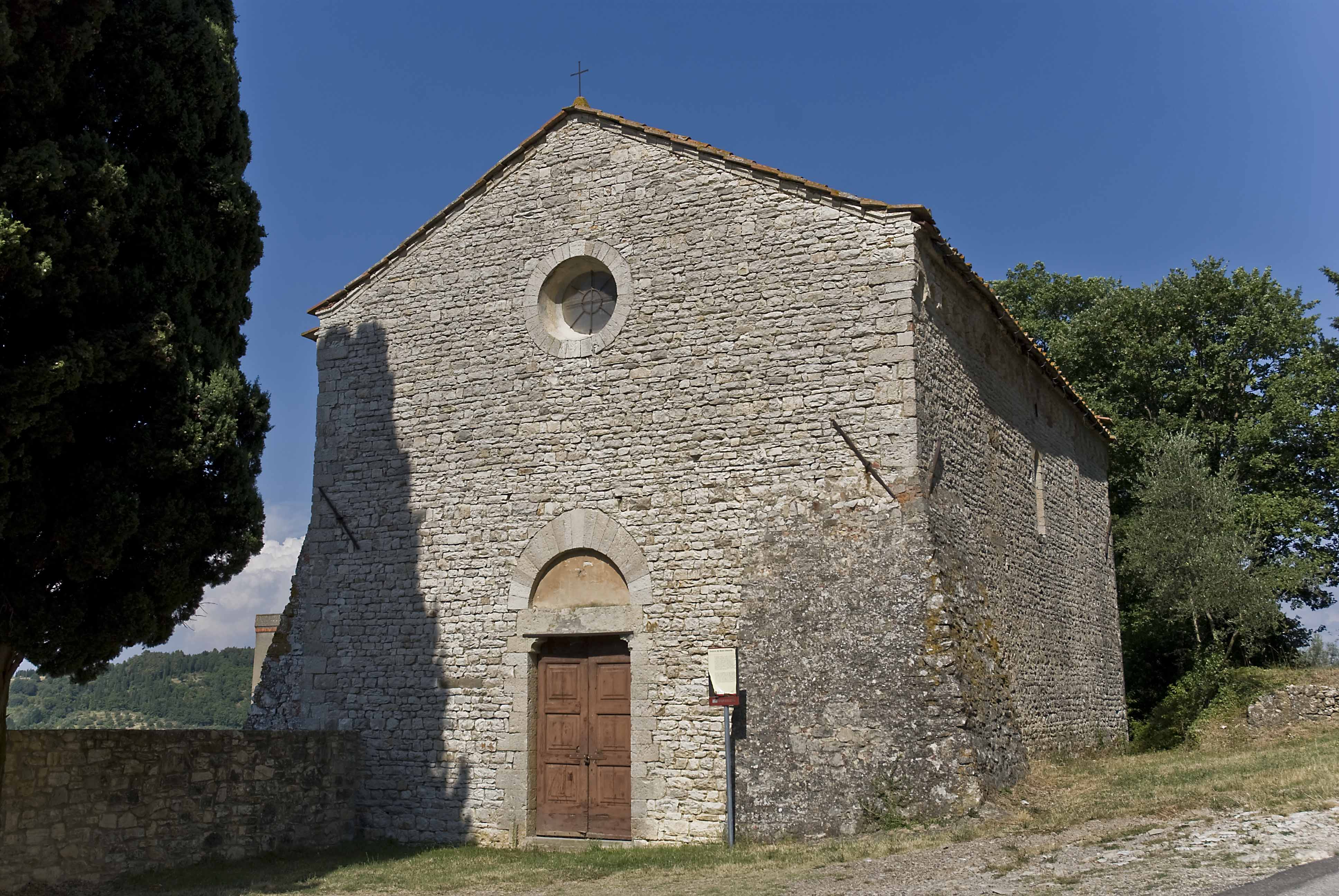
L'oratorio del Beato Gherardo

## Monumenti e luoghi d'interesse
Nella piazza principale del paese si trova la pieve di San Donnino, risalente all'VIII secolo. Nelle vicinanze, salendo verso la chiesa e il convento di San Francesco all'Incontro, è situato l'oratorio del Beato Gherardo, della fine del XIV secolo, che conserva le reliquie del beato Gherardo di Villamagna, nato a Villamagna intorno al 1174.
Presso la frazione si trova la Villa Il Poggio di Villamagna.